# Villa San Pietro
Villa San Pietro ist eine italienische Gemeinde (comune) mit 2159 Einwohnern (Stand 31. Dezember 2023) in der Metropolitanstadt Cagliari auf Sardinien. Die Gemeinde liegt etwa 24 Kilometer südlich von Cagliari und grenzt unmittelbar an die Provinz Sud Sardegna. Villa San Pietro ist Teil des Parco Geominerario Storico ed Ambientale della Sardegna.

## Geschichte
Einige Gigantengräber und Nuraghen zeugen von einer frühen Besiedlung des Gemeindegebietes.

## Verkehr
Durch die Gemeinde führt die Strada Statale 195 Sulcitana von Cagliari nach San Giovanni Suergiu.